# Ritchey (cratera marciana)
A cratera Ritchey é uma cratera no quadrângulo de Coprates em Marte, localizada a 28.8º latitude sul e 51º longitude oeste.  Esta cratera possui 79 km em diâmetro e recebeu este nome em referência a George W. Ritchey, um astrônomo americano (1864-1945). 
A cratera Ritchey é de especial interesse aos cientistas pois ela exibe várias camadas diferentes. Uma camada escura no topo forma uma capa rochosa que protege as camadas inferiores da erosão. Sob esta camada escura e rígida se encontra uma rocha de tonalidade clara, que se decompõe em pequenos  boulders.  Estas camadas podem ser formadas por cinzas vulcanicas, depósitos lacustres ou fluviais, ou ainda dunas de areia.